# Yellow Submarine Songtrack
Yellow Submarine Songtrack è un album in studio del gruppo musicale britannico The Beatles, colonna sonora del film Yellow Submarine; fu pubblicato il 13 settembre 1999 in occasione della nuova distribuzione nelle sale cinematografiche per il trentennale del film.

## Storia
In concomitanza della ridistribuzione nei cinema del film Yellow Submarine per il suo 30º anniversario, il 13 settembre 1999 nel Regno Unito e il giorno successivo negli Stati Uniti, la Apple Corps realizzò un nuovo remix stereo dei brani presenti nel film, sotto la supervisione di Peter Cobbin, un tecnico del suono degli Abbey Road Studios. Il risultato venne pubblicato in un nuovo album, Yellow Submarine Songtrack, che fu anche il primo progetto di remixdei Beatles dopo Anthology; successivamente anche gli altri album del gruppo vennero remixati.

## Brani
Tranne una, A Day in the Life, l'album contiene tutte le canzoni dei Beatles utilizzate nel film, incluse quelle non inserite nell'album originale della colonna sonora pubblicato nel 1969. Le tracce extra vanno a sostituire i brani strumentali di George Martin.
Le tracce remixate inserite nell'album presentano molte differenze e aggiustamenti vari rispetto alle versioni originali in stereo. Quasi tutte le canzoni dei Beatles che si sentono nel in film sono in Yellow Submarine Songtrack. L'unica eccezione è A Day in the Life, che non venne inclusa perché la EMI non voleva che sul disco ci fossero troppe canzoni di Sgt. Pepper's Lonely Hearts Club Band.
La title track, Yellow Submarine, contiene la frase "a life of ease" di John Lennon che si era persa nel precedente missaggio stereo della canzone. Inoltre, anche gli effetti sonori sono più pronunciati in questa versione. 
Hey Bulldog fu incisa interamente su un mixer a quattro piste; il pianoforte e la batteria furono registrate insieme su un'unica pista e non erano quindi separabili per il nuovo mix; rimasero quindi sul canale audio sinistro mentre le voci e il resto furono poste al centro.
L'automatic double tracking che prosegue erroneamente nella prima strofa nella versione stereo del 1966 di Eleanor Rigby venne corretto nel remix del 1999; in aggiunta, l'ottetto d'archi è stato separato in modo simile a quanto fatto per lo strumentale in Anthology 2; la voce di Paul McCartney è ora al centro e lievemente sfasata rispetto all'orchestrazione in questo mix.
La precedente versione stereo di Love You To contiene una dissolvenza più breve rispetto al missaggio mono originale.
Le chitarre acustiche e le percussioni sono posizionate sul canale sinistro nel nuovo mix di All Together Now. Le voci di McCartney e Lennon sono al centro mentre nel ritornello sono divise tra destra e sinistra. Il suono delle chitarre è più nitido.
La versione Songtrack di Only a Northern Song segna la prima apparizione del brano in formato stereo reale. La versione stereo originale del 1969 era solo una versione mono "mascherata" da stereo duofonica. Un mix stereo della canzone è apparsa anche nell'album compilation Anthology 2, ma è costituita da una take alternativa con sovraincisioni diverse e testo differente.

## Accoglienza
Il disco debuttò alla posizione numero 8 in classifica nel Regno Unito, vendendo 19,000 copie nella prima settimana. Raggiunse anche la posizione numero 15 nella Billboard 200 statunitense, con 68,000 copie vendute nella settimana d'apertura.

## Tracce
Testi e musiche di John Lennon e Paul McCartney, eccetto dove indicato.
1. Yellow Submarine – 2:39
2. Hey Bulldog – 3:12
3. Eleanor Rigby – 2:06
4. Love You To – 2:58 (George Harrison)
5. All Together Now – 2:11
6. Lucy in the Sky with Diamonds – 3:28
7. Think for Yourself – 2:19 (George Harrison)
8. Sgt. Pepper's Lonely Hearts Club Band – 2:03
9. With a Little Help from My Friends – 2:44
10. Baby You're a Rich Man – 3:01
11. Only a Northern Song – 3:24 (George Harrison)
12. All You Need Is Love – 3:47
13. When I'm Sixty-Four – 2:37
14. Nowhere Man – 2:43
15. It's All Too Much – 6:26 (George Harrison)

## Classifiche
| Classifica (1999-21) | Posizione massima |
| -------------------- | ----------------- |
| Austria              | 8                 |
| Belgio (Fiandre)     | 19                |
| Belgio (Vallonia)    | 9                 |
| Canada               | 17                |
| Francia              | 31                |
| Germania             | 11                |
| Grecia               | 14                |
| Norvegia             | 1                 |
| Paesi Bassi          | 45                |
| Regno Unito          | 8                 |
| Stati Uniti          | 15                |
| Svezia               | 22                |
| Svizzera             | 23                |